# Zoraida wallacei
Zoraida wallacei är en insektsart som beskrevs av Frederick Arthur Godfrey Muir 1918. Zoraida wallacei ingår i släktet Zoraida och familjen Derbidae. Inga underarter finns listade i Catalogue of Life.